# Anton Huneck
Anton Huneck va ser un ciclista austriac que es va especialitzar en el ciclisme en pista, concretament en el mig fons, on va guanyar una medalla medalla de bronze, com amateur, al Campionat del món de 1898 per darrere del britànic Albert-John Cherry i l'alemany Gunther Gräben.